# 清水和博
清水 和博（しみず かずひろ、本名同じ、1978年4月23日 - ）は、神奈川県相模原出身の俳優及びモデル。血液型はA型。サッカーでブラジルに留学経験あり。過去の所属はBESIDE、ウェーブマスター。

## 出演作品

### 舞台
- ブロードウェイ・ミュージカルファニー・ガール
- 中津留章仁LOVERS Vol.3『黄色い叫び』」（2011年、ワーサルシアター）
- 劇団コラソン 第10回公演「ユルネバ〜完全版〜」(日替わりゲスト)

### 映画
- マギー’s犬Jr
- 逆境ナイン
- ピーナッツ (映画)
- ライアーゲーム ザ・ファイナルステージ

### CM
- アクエリアス
- 三菱自動車ekワゴン
- 日産ステージア
- マクドナルド（サッカー編）
- 日産自動車ステージア（ショートムービー）
- ウッドライフホーム

### TV
- アイデアの鍵貸します(CX)
- ニューデザインパラダイス(CX)
- インディーウォーズ(NTV)
- ガチンコ!火の玉イレブン ブラジル清水(TBS)
- スリルな夜刑事役(CX)
- ラスト・フレンズカメラマン役(CX)
- 携帯専用放送局BeeTV「キス×kiss×キス」1話・7話・10話・13話
- 携帯専用放送局BeeTV「瞬感LOVE〜ある愛のカタチ〜」1話・3話・10話・13話・(14話)